# Römische-Bernsteinstraße-Radweg
Der Römische-Bernsteinstraße-Radweg „B47“, häufig auch als Römische Bernsteinstraße im Mittelburgenland bezeichnet, ist eine 31 Kilometer lange Radroute im Burgenland. 
Der „B47“ führt entlang der Bernsteinstraße, einer alten Handelsroute der Römer, auf der einst große Mengen Bernstein von der Ostsee nach Süden gebracht wurden, von Strebersdorf über Großmutschen, Nebersdorf, Großwarasdorf, Raiding, Horitschon und Neckenmarkt bis nach Deutschkreutz an der Grenze zu Ungarn. 
Der Radweg verläuft auf asphaltierten Güterwegen und durch die Ortschaften teilweise auf der Originaltrasse oder parallel dazu. Von der ursprünglichen antiken Straße ist allerdings nichts zu sehen, nur im Urbarialwald bei Großmutschen ist der Straßendamm noch zu erkennen (dieser Abschnitt steht seit 1931 unter Denkmalschutz). An mehreren Punkten entlang des Radweges informieren Schaupulte über Themen zum Römischen Reich.
Der Fahrer hat die Möglichkeit, in Strebersdorf auf den Familienthermenradweg, in Horitschon und Deutschkreutz auf den Rotweinradweg, in Neckenmarkt auf den Lisztradweg sowie bei Neckenmarkt und in Deutschkreutz auf den Radweg „R62“ zu wechseln, welcher den Jubiläumsradweg mit dem Rotweinradweg verbindet.